# Slang (álbum)
Slang es el sexto álbum de estudio de la banda británica de hard rock Def Leppard, lanzado en 1996. El álbum marca un abandono radical de la banda al característico sonido de sus inicios, que era clasificado dentro del NWOBHM (aunque ese sonido ya había desaparecido casi por completo para el cuarto álbum), para introducirse en sonidos más influidos por el rock alternativo o el grunge. El disco fue producido por Def Leppard y Pete Woodroffe. La banda opta por no incluir en la producción a Robert "Mutt" Lange, con quien habían conseguido un notable éxito comercial. Slang es el primer disco en estudio que cuenta con la completa participación del guitarrista ex-Dio y Whitesnake, Vivian Campbell. También, el álbum marcó el regreso de Rick Allen a un kit de batería acústico, algo que no sucedía desde High 'n' Dry.

## Lista de canciones
1. "Truth?" (Phil Collen, Joe Elliott, Rick Savage, Vivian Campbell) – 3:00
2. "Turn to Dust" (Collen) – 4:21
3. "Slang" (Collen, Elliott) – 2:37
4. "All I Want Is Everything" (Elliott) – 5:20
5. "Work It Out" (Campbell) – 4:49
6. "Breathe a Sigh" (Collen) – 4:06
7. "Deliver Me" (Collen, Elliott) – 3:04
8. "Gift of Flesh" (Collen) – 3:48
9. "Blood Runs Cold" (Collen, Elliott) – 4:26
10. "Where Does Love Go When It Dies?" (Elliott, Collen) – 4:04
11. "Pearl of Euphoria" (Elliott, Collen, Savage) – 6:21

## Personal
- Joe Elliott – Voz
- Phil Collen – Guitarra & Coros
- Vivian Campbell – Guitarra & Coros
- Rick Savage – Bajo & Coros
- Rick Allen – Batería